# Dave Davies
Dave Davies (Londres, Regne Unit, 3 de febrer de 1947) és cantant i guitarra solista de la banda anglesa de rock The Kinks,que ell va fundar amb Pete Quaife el 1963. Després s'uniria a ells el seu germà Ray Davies, completant la formació amb el bateria Mick Avory. Encara que no tenia el mateix protagonisme que el seu germà dintre de la banda, ell també va escriure i cantar les seves pròpies cançons, temes notables com "Death of a Clown", "Susannah's Still Alive", i "Living on a Thin Line". Com guitarrista es destaca el seu treball al riff característic de la cançó You Really Got Me, aquesta cançó de només dos acords que segons el que s'ha dit per ell i pel seu germà, es va aconseguir casualment quan Dave va connectar agulles de cosir al seu amplificador.
Davies va publicar una autobiografia, titulada Kink on ell parla llargament sobre la seva bisexualitat, incloent una relació sexual amb Long John Baldry. També va escriure sobre la tibant relació professional amb el seu germà durant els seus 30 anys de carrera al costat de The Kinks. El 2003, va quedar situat en el lloc número 88 dins de la Llista de Rolling Stone dels 100 millors guitarristes de tots els temps.